# Ribáuè
Ribaué és un municipi de Moçambic, situat a la província de Nampula. En 2007 comptava amb una població de 26.235 habitants. És la seu del districte de Ribáuè.